# Marc Reign
Marc Reign est un batteur allemand né le 16 octobre 1970.

## Biographie
il est connu pour avoir été le batteur du groupe Destruction de 2001 à 2010. Depuis 2011, il a rejoint le groupe Morgoth.